# Вакуф (Кратово)
Вакуф (мкд. Вакуф) је насеље у Северној Македонији, у северном делу државе. Вакуф је у оквиру општине Кратово.

## Географија
Вакуф је смештен у северном делу Северне Македоније. Од најближег града, Куманова, село је удаљено 55 km источно.
Село Вакуф се налази у историјској области Средорек. Насеље је положено у долини Криве реке, на приближно 440 метара надморске висине.
Месна клима је умерено континентална.

## Становништво
Вакуф је према последњем попису из 2002. године имао 122 становника. Од тога огромну већину чине етнички Македонци.
Претежна вероисповест месног становништва је православље.